# 河南路桥

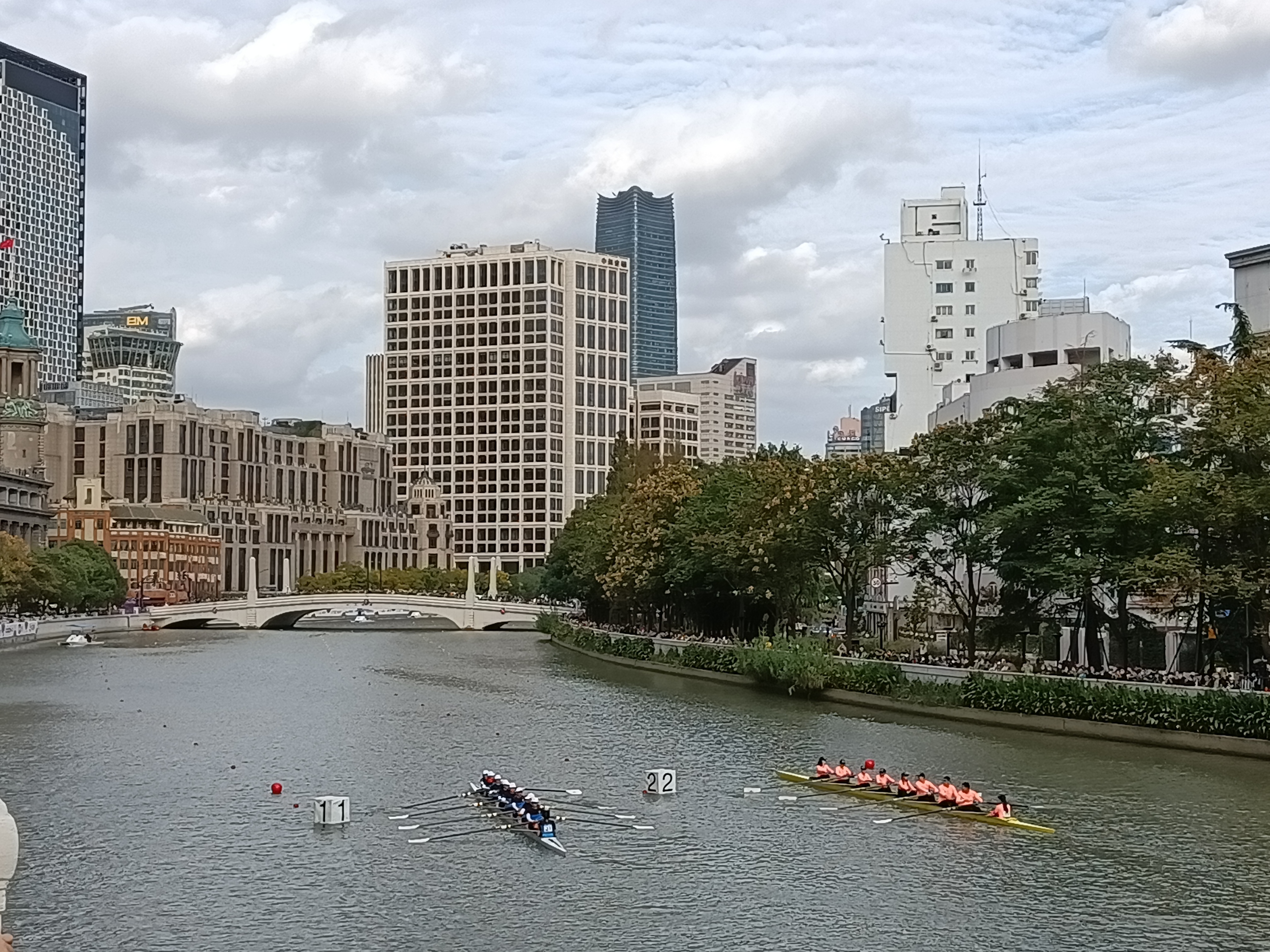
2022年攝於上海赛艇公开赛期間

河南路桥是位于中国上海市区苏州河上的桥梁，桥北面为虹口区河南北路，桥南面为黄埔区河南中路，桥长111.5米，宽29米，为5孔拱形连续梁桥。

## 历史
河南路桥原为清道光二十三年（1843年）设的渡口，名为三摆渡。清光绪元年(1875年)由工部局建造木桥，名为三摆渡桥。光绪九年（1883年）又将原木桥拆除另建新桥，新桥仍为木结构。因清末桥北新建天后宫一座，故又俗称“天后宫桥”。民国16年(1927年)，原木桥拆除，改建一座长64.46米，宽18.2米的3孔混凝土悬臂挂孔桥，并命名为河南路桥。
2006年6月，老河南路桥开始拆除重建，新河南路桥于2009年1月19日建成通车，桥由原来的四车道拓宽至六车道，为了保持其百年历史风貌，“修旧如旧”，采用“外挂玻璃纤维混凝土装饰板”工艺对桥身、桥墩、腰线等按老桥原貌复制并进行装饰。
2009年12月28日，啟用不到一年的河南路橋被發現橋墩柱表面侧向外装饰板开裂。在開裂的橋樑燈柱裝飾板后面，露出編織袋、水泥塊等大量垃圾、雜物，引起社會普遍關注，被称为“桥塞塞”。据报道，上海建工集團基础公司解释称，开裂的只是桥体、桥墩外部的装饰板，而暴露出的废物、垃圾也是在装饰板内，并非桥墩内；上海市建设交通委等有关部门检查后认定桥梁结构安全，不存在影响通行安全隐患。工程總承包單位上海建工集團僅給予相關責任人警告和記過處分，並扣罰1－2萬元的罰款。